# 小行星7914
小行星7914（英語：7914）是一颗围绕太阳公转的小行星。1978年10月27日，C. M. Olmstead在帕洛马山发现了此天体。
这颗小行星的绝对星等为71.87723等。